# Ben Savage
Bennett Joseph Savage (Chicago, 13 september 1980) is een Amerikaans acteur. Hij is onder andere bekend door zijn hoofdrol als Cory Matthews in de televisieserie Boy Meets World van 1993 tot 2000.

## Biografie
Hij werd geboren als zoon van Joods-Amerikaanse ouders genaamd Lewis en Joanne Savage, in Chicago, Illinois. Hij is de jongere broer van Fred Savage met wie hij samen optrad in een aflevering van Boy Meets World alsook in de film Little Monsters. Zijn zus Kala Savage is ook actrice en muzikante. Zijn grootouders waren joodse immigranten uit Litouwen, Oekraïne, Duitsland en Polen.
Savage studeerde aan de Stanford-universiteit en haalde in 2004 zijn bul in Politieke wetenschappen. Hij doet regelmatig vrijwilligerswerk voor de Elizabeth Glazer Pediatric AIDS Foundation.

## Filmografie
- Palo Alto (2007) - als "Patrick"
- Car Babes (2006) - als "Ford Davis"
- Swimming Upstream (2002) - als "Teddy Benevides"
- Unexpected Tenderness (1998) - als "Roddy Stern"
- Aliens for Breakfast (1994)
- Clifford (1994) - als "Roger"
- She Woke Up (1992) - als "Andy"
- Big Girls Don't Cry... They Get Even (1992) - als "Sam"
- Little Monsters (1989) - als "Eric Stevenson"

## Televisieseries
- Girl Meets World (2014-2017) - als "Cory Matthews"
- Bones - als "Hugh Burnside"
- Without a Trace - als "Kirby Morris"
- Chuck (2007) - als "Mark Ratner"
- Making It Legal (2007) - als "Todd"
- Still Standing (2005) - als "Seth Cosella"
- Phil of the Future (2005) - als zichzelf
- Teen Angel (1997) - als "Corey Matthews"
- Party of Five (1996) - als "Stuart"
- Maybe This Time (1996) - als "Corey Matthews"
- Wild Palms (1993) - als "Coty Wyckoff"
- Boy Meets World (1993-2000) - als "Corey Matthews"
- Hurricane Sam (1990) - als "Sam Kelvin"
- A Family For Joe (1990) - als "Chris Bankston #2"
- The Wonder Years (1990) - als "Curtis Hartsell"
- Dear John (1988) - als "Matthew"